# Ernest Starling
Ernest Henry Starling (17 avril 1866 - 2 mai 1927) est un physiologiste anglais et pionnier de l'endocrinologie.

## Biographie
Il effectue principalement sa carrière à l'University College de Londres, bien qu'il ait également travaillé pendant de nombreuses années en Allemagne et en France. Son principal collaborateur à Londres est son beau-frère, William Bayliss.
Starling est surtout connu pour le développement de la loi de Frank-Starling, qu'il présente en 1915 et actualise en 1919. Cette loi indique que le volume d'éjection systolique du cœur augmente en réponse à une augmentation du volume de sang remplissant le cœur (le volume diastolique final) lorsque tous les autres facteurs restent constants.
Il est également connu pour son implication avec Bayliss dans l'affaire du Chien brun (Brown Dog affair), une controverse politique de 1903 à 1910 sur la vivisection au Royaume-Uni.
En 1891, à 25 ans, il épouse Florence Amelia Wooldridge, veuve de Leonard Charles Wooldridge, lequel a été son professeur de physiologie au Guy's Hospital.
Sa notoriété est liée à diverses contributions :
- L'équation de Starling, décrivant les mouvements des fluides dans le corps (1896)
- La découverte du péristaltisme, avec Bayliss
- La découverte, toujours avec Bayliss, de la sécrétine[7], la première hormone découverte (une hormone peptidique) en 1902, ce qui l'amène à créer le terme "hormone" en 1905[8]
- La découverte du fait que le tube contourné distal du rein (voir néphron) réabsorbe l'eau et différents électrolytes.

Starling devient fellow de la Royal Society en 1899 et reçoit la Médaille royale en 1913.
Il est mort en 1927 et a été enterré à Kingstown, en Jamaïque. La Bayliss and Starling Society (en) a été fondée en 1979 pour favoriser les rencontres entre scientifiques ayant des intérêts communs de recherche concernant le fonctionnement peptidique.
Deux de ses petits-enfants, Boris Starling (en) (né en 1969) et Belinda Starling (1972-2006), sont écrivains.

## La Sagesse du Corps
En 1923, Starling prononce un discours d'hommage à William Harvey devant les membres du Royal College of Physicians de Londres, le jour de la Saint-Luc. Cette conférence célèbre est publiée sous le titre de La Sagesse du corps (The Wisdom of the body).
Elle est traduite en français par Christine Sinding, spécialiste de l'œuvre de Starling. C'est en référence à ce texte que le généticien Christopher Wills intitule son livre La Sagesse des gènes.